# Henri Frankfort

Henri Frankfort

Henri Frankfort (ur. 24 lutego 1897 r. w Amsterdamie zm. 16 lipca 1954 r. w Londynie), holenderski archeolog i badacz sztuki starożytnej, współpracownik W.M.F Petriego, związany z angielskimi i amerykańskimi ośrodkami naukowymi. W latach 1925–1929 stał na czele angielskich ekip archeologicznych, prowadzących wykopaliska w Amarinie, Abydos i Armacie. Od 1929 r. do 1937 r. kierował pracami Oriental Institute w Chicago na terenie Iraku. Od 1932 r. był profesorem archeologii Wschodu na uniwersytecie w Chicago oraz profesorem historii i archeologii Bliskiego Wschodu w Amsterdamie. Od 1949 r. pracował jako dyrektor Instytutu Warburga w Londynie. Był autorem wielu prac m.in. The Art and Architecture of the Ancient Orient. Był członkiem Królewskiej Holenderskiej Akademii Sztuk i Nauk. 